# Землетрус 22 листопада 2016 року (Наміє)
Землетрус Наміє — землетрус магнітудою 7,4 бали, що стався 22 листопада 2016 року о 05:59:49.010 годині ранку за японським часом у 37 км на схід-південь-схід від японського містечка Наміє (префектура Фукусіма, Японія)  .

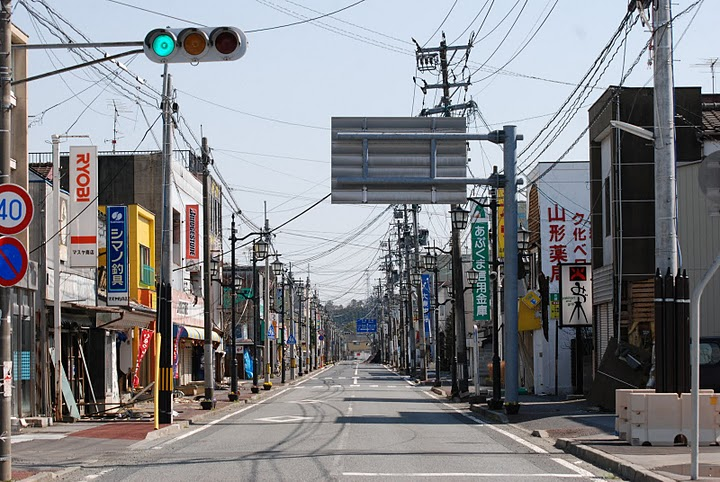
Наміє 2011 року

Наміє є японським двійником Прип'яті, який було евакуйовано після аварії на Першій Фукусімській АЕС, що сталася внаслідок цунамі від Великого тохокуського землетрусу 2011 року  .